# Louis Ier de Nevers
Pour les articles homonymes, voir Louis Ier.
Louis de Dampierre (Louis Ier de Nevers) est né en 1272 et est mort à Paris le 22 juillet 1322, comte de Nevers de 1280 à 1322, comte de Rethel de 1290 à 1322, fils de Robert III de Dampierre, comte de Flandre et de Yolande de Bourgogne, comtesse de Nevers.
Il épouse en décembre 1290 la comtesse Jeanne de Rethel († 1328), fille d'Hugues IV, comte de Rethel, et d'Isabelle de Grandpré, et a :
- Jeanne (1295 † 1375), mariée en 1329 à Jean de Bretagne, comte de Montfort ;
- Louis de Crécy (1304 † 1346), comte de Flandre, de Nevers et de Rethel.

Il meurt deux mois avant son père et son fils leur succède.